# Hotelratten
Hotelratten ist ein deutscher Stummfilmkrimi aus dem Jahre 1927 von Jaap Speyer mit Nils Asther in der Hauptrolle. 

## Handlung
Das noble Continental-Hotel wird seit geraumer Zeit von einem Schmuckdieb heimgesucht, der schon so manchen der vermögenden Gäste ausgeplündert hat. Auch Mr. und Mrs. Bellmann mitsamt reizender Tochter Ethel logieren derzeit hier. Ein mysteriöser Hotelgast namens Jenkins, von dem niemand genaues weiß, bemüht sich besonders auffällig um das Töchterchen. Die ist aber nicht interessiert und verpasst dem aufdringlichen Werber um ihre Gunst eine herbe Abfuhr. Als Jenkins in sein Hotelzimmer zurückkehrt, überrascht er einen Einbrecher. Der Amerikaner zückt seinen Revolver, und der Langfinger bittet ihn um Gnade. Jenkins hat einen Einfall, den er für genial hält. Er will den Ertappten für einen ausgeklügelten Racheplan an die ihn abblitzen lassende Ethel einsetzen. Jenkins macht aus dem Mann einen gewissen Fürsten Ladrone (italienisch für „Straßenräuber“).
Für Jenkins laufen aber am Folgetag die Dinge vollkommen anders, als geplant: Zunächst ist er erst einmal perplex, als am nächsten Tag „sein“ Einbrecher formvollendet als Fürst Ladrone absteigt und dann eine nahe Verwandte, die Fürstin Ladrone, herzlich begrüßt, so als würden sich beide seit einer Ewigkeit kennen. Dann geschieht auch noch etwas, was ihm noch weniger in den Kram passt: Ethel macht dem falschen Fürsten schöne Augen und scheint schockverliebt. Auch Lilian Bellmann, ihre Stiefmutter, scheint mehr als ein eindeutiges Interesse an dem hübschen jungen Mann zu besitzen. Die Dinge entwickeln sich rasant weiter, und bald sieht sich Vater Bellmann dazu genötigt, um nicht kompromittiert werden zu können, die Verlobung seiner Tochter mit dem Fürsten Ladrone zu verkünden.
Nun aber glaubt sich Jenkins am Ziel: Coram publico bezichtigt er den Fürsten, der lang gesuchte Schmuckdieb zu sein, woraufhin der junge Mann Hals über Kopf türmt. Das Hotelpersonal rennt hinter ihm her. Bei seiner Flucht trifft der falsche Fürst auf einen kleinen, dressierten Affen, der soeben Mrs. Bellmanns Schmuck gestohlen und die Ware noch nicht bei seinem Besitzer abgeliefert hat. Ladrone jagt das Tierchen vor sich her, bis es Jenkins anspringt und bei ihm Schutz sucht. Damit ist Jenkins als der Juwelendieb, branchenintern „Hotelratte“ genannt, entlarvt. Schließlich löst sich alles auf: Der „Fürst“ und die „Fürstin“ sind in Wahrheit bei der Kriminalpolizei angestellt und waren schon lange hinter Jenkins her. Um ihn der Tat zu überführen, musste man diese Charade spielen. Als Bellmann dies erkennt, hat er nun nichts mehr gegen eine tatsächliche Verlobung seiner Tochter mit dem Hüter des Gesetzes einzuwenden.

## Produktionsnotizen
Hotelratten entstand im Februar bis Mai 1927 in München-Geiselgasteig und passierte die Filmzensur am 6. April 1927. Der Film maß eine Länge von 1970 Metern, verteilt auf sechs Akte. Die Uraufführung erfolgte am 14. September 1927 in Berlins Alhambra-Kino.
Otto Voelckers und Peter Rochelsberg schufen die Filmbauten, die Aufnahmeleitung übernahm Robert Leistenschneider. Walter Wesener zeichnete für die Kostümgestaltung verantwortlich.